# Sparsam körning
Sparsam körning, ekonomisk körning eller EcoDriving är en körteknik som kan ge 10–20 procent lägre bränsleförbrukning än det körsätt som de flesta har idag (2005). Tekniken är framtagen för att minska bilismens miljöpåverkan, men den medför samtidigt påtagligt lägre bränslekostnader och mindre slitage på fordonet. Grundprinciperna kan användas på såväl personbilar, bussar, lastbilar som arbetsmaskiner. För arbetsmaskiner kan besparingen ibland bli så stor som 30 procent, under förutsättning att man arbetar metodiskt med mätning och uppföljning.
EcoDriving är varumärke för ett utbildningspaket i sparsam körning. EcoDriving ingår som ett moment i körkortsutbildningen i Sverige sedan 2007 för att sprida kunskap om tekniken och bygga en generellt positiv inställning till EcoDriving.

## Körteknik för personbil
EcoDriving har beskrivits som en beslutsprocess som omfattar både strategiska, taktiska och operativa åtgärder eller körtekniker (Se exempel Tabell 1).
TABELL 1. Strategiska, taktiska och operativa åtgärder.
| Strategisk åtgärd        | Taktisk åtgärd         | Operativ åtgärd               |
| - Optimalt däcklufttryck | - Packning av fordon   | - Optimalt varvtal            |
| - Regelbundet underhåll  | - Planering av resrutt | - Motorbromsa                 |
|                          |                        | - Hålla lägre, jämn hastighet |
|                          |                        |                               |

Det behövs fokus på både strategiska, taktiska och operativa åtgärder för att förbättra bränslebesparingen. Till exempel brukar nyblivna körkortsinnehavare ha goda kunskaper om drift och olika tekniker (operativa åtgärder) men mindre kännedom om taktiska och strategiska åtgärder. Erfarna förare har tvärtom taktiska och strategiska åtgärder i fokus vilket innebär att de i högre grad reflekterar över val av bil, val av resrutt och underhåll. 

### Optimalt varvtal
En modern motor har högre verkningsgrad på lägre varvtal och därför ska man växla upp tidigt. En tumregel för en modern bil med fyrcylindrig motor kan vara att undvika att överstiga 1500-2000 varv per minut. Ettans växel ska bara användas de allra första meterna från stillastående och femmans växel fungerar oftast utmärkt för så låga hastigheter som 50 km/tim, men bara när man inte försöker accelerera eller köra uppför en backe. Det låga motorvarvet känns ovant för många, men det kan spara upp till en halv deciliter bensin per mil. När man kör på detta bränslebesparande sätt hoppar man normalt över växlar när man övergår från acceleration till marschfart, till exempel går man direkt från treans till femmans växel. Detta är i vissa fall tvärt emot vad som tidigare lärdes ut på bilskolorna.

### Bromsa inte bort energin
För att undvika att bromsa bort bilens rörelseenergi utnyttjar man i så stor utsträckning som möjligt motorbroms i de situationer där man kan förutse att man behöver sakta ner eller stanna längre fram. Det kan till exempel vara en korsning eller en sänkning av hastighetsbegränsningen. Anledningen till detta är att en modern bil med bränsleinsprutning stänger av bränsletillförseln till motorn så länge man motorbromsar med ett varvtal högre än tomgångsvarvtalet, och förbrukningen blir således noll. För att kunna utnyttja motorbroms så mycket som möjligt är det viktigt att man har en god framförhållning i sin körning och försöker förutse i god tid när man kan behöva sänka sin hastighet, för att kunna utnyttja motorbromsen till hela hastighetssänkningen, eller i alla fall så stor del som möjligt. Man ligger alltså inte så nära bilen framför så att den kan tvinga en att köra ryckigt och man försöker välja vägar som tillåter jämnare fart och man undviker stopp så mycket man kan.

### Övrigt
Det finns annat än bromspedalen som bromsar och därmed stjäl bränsle, hit hör bland annat dåligt pumpade eller alltför breda däck samt takboxar. Även onödig användning av AC istället för tex mer kall uteluft. En högre hastighet gör också att bilen drar väsentligt mycket mer bränsle på grund av luftmotståndet, som i landsvägsfart är den dominerande faktorn för bränsleförbrukningen. Att köra i 110 km/h istället för i 90 km/h innebär drygt 20 % högre bränsleförbrukning och att öka hastigheten från 110 km/h till 130 km/h innebär en ökning med cirka 30 % . Det är luftmotståndets kvadratiska beroende av hastigheten (en fördubbling av hastigheten fyrdubblar luftmotstånd och erforderlig effekt ökar med en faktor åtta) som gör att bränsleförbrukningen ökar drastiskt när man ökar hastigheten. 
Man kan även spara en hel del bränsle på att köra i lägre hastighet i motluten och låta medluten driva bilen helt eller hjälpa till med acceleration. 
När man cyklar är sparsam körteknik lätt att förstå, eftersom man så tydligt känner när det kostar energi. Man tar spontant fart i nedförsbacken inför nästa uppförslut. Man förstår att det ibland kan bli oerhört jobbigt att leka farthållare. Men när man kör bil behöver man en alert mätare för momentanförbrukning för att kunna se sambanden. Vissa bilar har det inbyggt.
Flera företag har specialiserat sig på att lära ut denna körstil till privatpersoner och åkerier. Enligt en rapport från Vägverket minskar bränsleförbrukningen men utsläppen av kolväten ökar något.

## Mätning och återkoppling
Det är svårt för en förare att behålla och förbättra ett sparsamt körsätt utan direkt återkoppling. I personbilar och lastbilar är det vanligt att momentanvärdet av bränsleförbrukningen per körd sträcka visas för föraren. Instrumentet anger ofta liter per 100 km. Då kan man direkt se vilken växel som blir mest ekonomisk vid den aktuella hastigheten och hur bränsleslukande det är att trycka gasen i botten. Det visar också tydligt att höga hastigheter ger ökad förbrukning på grund av luftmotståndet. Vill man kunna jämföra olika körningar, måste man dock även ta hänsyn till last, höjdskillnader och proportionen mellan stads- och landsvägskörning.
För arbetsmaskiner är det vanligt att man använder bränsleförbrukning per tidsenhet som måttstock, ofta liter per timme. Tyvärr är det dåligt relaterat till producerad nytta. En hjullastare får lägre timförbrukning per arbetsdag om man låter den stå på tomgång under lunchen, eftersom man då inkluderar en timmes låg förbrukning i dagsmedelvärdet. Det visar hur dåligt tidsbaserade mått kan vara. I allmänhet blir en timförbrukning lägre ju långsammare en arbetsmaskin arbetar, vilket inte alls behöver betyda effektivt bränsleutnyttjande. Det är i allmänhet svårt att få fram ett bra momentant mätvärde för arbetsmaskiner utan tillgång till ett pålitligt nyttomått. Däremot kan man efter ett arbetspass utvärdera mängden nytta, exempelvis mängd plöjd åker, omlastat gods eller komprimerad luft och sätta det i relation till den mängd bränsle som förbrukats under hela passet.
Det testas olika metoder för återkoppling för att hjälpa förare att förbättra sin körstil. Till exempel har man i Boden (Sverige) utbildat tre spar-coacher vars uppgift är att utveckla rutiner för uppföljning av bränsleförbrukning samt att kontinuerligt motivera förare i kommunen som utbildats i sparsam körning. Målet är att förarna ska behålla och utveckla sina kunskaper. Stöd, råd och kontinuerlig återkoppling till kommunens förare har resulterat i en lägre bränsleförbrukning med 5 procent efter första året. Totalt har kommunen sparat 8 procent i bränsle under året.
I Finland testades ett incitamentssystem för att motivera till mer sparsam körning. I detta arbete har man funnit att bussförare blir mer motiverade när deras resultat jämförs med kollegornas resultat. Liimatainen rekommenderar icke-ekonomiska incitament som bygger på samarbete och ett väldefinierat värdesystem. Andra studier rekommenderar istället ekonomiska incitament som t.ex. reducerad fordonsförsäkring. Det slutliga belöningssystemet som presenteras i den finska studien baseras på bränslebesparing, säkerhet och arbetstimmar. Parallellt med belöningssystemet, delade man i Finland ut resultatrapporter för att upprätthålla en tävlingsmiljö som verkade öka motivationen hos förarna.
I Taiwan introducerades ekonomiska incitament i två bussföretag. Varje förare fick fem dollar per liter bränsle som sparades in. Resultatet visade en ökad bränsleeffektivitet på över 10 procent. Effekten kvarstod efter en månad och visade inga tecken på att sjunka. Totalt 108 000 dollar betalades ut till bussförarna i premie för sparsam körning och företaget sparade in 732 000 dollar i bränslekostnader. En slutsats från studien är att premiesystem kräver någon form av standard som också tar hänsyn till andra faktorer som till exempel fordonsmodell, typ av bränsle och säkerhet.
En del återkopplingssystem bygger på tävlingsidén och spel. Föraren erhåller ett betyg mellan 0 (inte effektivt) och 10 (effektivt) som jämförs med andra förare som kör under liknande förhållanden. Betyget rankar föraren på en lista som senare kan delas i sociala media (till exempel twitter och facebook) för ytterligare motivation. Även skräddarsydda återkopplingssystem har testats och funnit vara lättare att acceptera bland förare . Till exempel svarar förare som är prestationsinriktade bättre på jämförande displayer och spelinslag än förare som är inriktade på att utveckla sina kunskaper i sparsam körning.
Ytterligare en mätnings- och återkopplingsmetod är ett tekniskt övervakningssystem som påminner föraren om att köra mer bränslesnålt. Sådana system kan även fungera som varningssystem så att plötslig inbromsning och hastig ökning av hastigheten undviks. I Lissabon provade man ett system som ger föraren en ljudsignal vid oönskad körstil. Data från försöket tillvaratogs och användes senare i träning för att förbättra förarens körstil men också för att förbättra komfort och säkerhet. I Valencias kollektivtrafik (Spanien) testades ett flexibelt inlärningssystem som inkluderade kontinuerliga analyser av oönskade körningsmönster. Systemet presenterade förbättringsförslag och påminde föraren när körstilen upprepades. I Madrid har speciella farthållare implementerats som tar hjälp av sensorer i gatan, av trafikljus, GPS, och ett informationssystem för trafikstörningar och väderförhållanden. Farthållarna bidrar till minskad energiförbrukning och en säkrare kollektivtrafik.
Intelligenta stödsystem (till exempel olika GPS-system eller mobilappar) anses öka effekten av EcoDriving genom att ge direkt feedback om energiförbrukning, jämföra körstilen med andras körning och ge råd om till exempel acceleration, resrutt, växling och hastighet. GPS-system ger navigeringsstöd för att identifiera kortaste vägen till slutdestination eller närmaste tankstation. Mobilappar är ett enkelt sätt att ge alla förare tillgång till feedback utan större investeringar. Mobilappar kan ge både realtidsinformation och tips om olika trafiksituationer. När olika stödsystem kan interagera med varandra (till exempel fordon-till-fordon, fordon-till-infrastruktur) kan EcoDriving optimeras. En simuleringsstudie visade att EcoDriving, i kombination med stödsystem som talar med andra stödsystem (till exempel att föraren får information om trafiksituationen i kommande vägkorsning eller vid trafikljus), reducerade utsläppen med hela 50 procent. Studien visade också att restiden kunde kortas med 7 procent jämfört med vanlig körstrategi. Jamson et al. jämförde olika stödsystem och fann att visuell återkoppling i realtid var det mest effektiva. Kottenhoff och Sundström visade att förutom ökad energieffektivitet bidrar en sparsam körning även till bättre åkkomfort för resenärerna. Sammanfattningsvis kan intelligenta trafiksystem bidra till bättre trafikflöden, minskad trängsel med onödiga stopp och kortare resträckor.

## Effekter
EcoDriving inkluderar förarens individuella körstil, fordonets tekniska konfiguration (som bromsar, chassi och hjulupphängning) och tillbehör (som lastning och fordonsvård) . Barkenbus visar på en genomsnittlig sänkning av bränsleförbrukningen med 10 procent. Andra har visat på bränslebesparingar på upp till 34 procent beroende på vägförhållanden. Tabell 2 sammanfattar studier från 2003 som undersökt bränslebesparingseffekter från EcoDriving. Resultatet visar alltid en besparing men inom en relativt stor variation, allt från 2,5 procent till 27 procent. I genomsnitt ger EcoDriving en bränslebesparing om 10–20 procent. Kontinuerlig utbildning och träning för förare i kombination med komfort och säkerhet är viktigt. Cirka 10 till 20 % av bränsleförbrukningen beror på körstil och vägförhållanden. Hastighetsökning förbrukar mest bränsle, hastighetssänkning minst och vanlig drift påverkas framförallt av vägförhållanden. Att växla rätt vid hastighetsökning kan bidra mycket till en effektivare bränsleförbrukning.
TABELL 2. Sammanfattning av studier om bränslebesparings effekter från 2003.
|                              | Bränslebesparing angiven i procent (%)                                                                              |
| Sullman et al. 2015          | 11,6 %. Uppmätt effekt direkt efter träning 16,9 %. Uppmätt effekt vid uppföljning 6 månader efter avslutat program |
| De Abreu e Silva et al. 2015 | Upp till 16 % bränslebesparing                                                                                      |
| Duarte et al. 2013           | 2,5 % i bränslebesparing                                                                                            |
| Rutty et al. 2013            | Mellan 4 % och 10 % bränslebesparing                                                                                |
| Beusen et al. 2009           | 5,8 % i bränslebesparing efter 4-månaders träning                                                                   |
| Strayer och Drews 2003       | 2,8 % i genomsnittlig besparing efter 6-månaders simulator-baserad träning                                          |

Utbildning och övervakning gav en genomsnittlig bränslebesparing motsvarande 4,35 % i Atens stadsbussar. Vissa förare sparade upp till 17,8 % under den aktiva träningsfasen. Viktiga faktorer var optimerad hastighet och att undvika tomgångskörning. Utbildning i EcoDriving i Australien gick ut på att lära privatbilister att själva övervaka sin bränsleförbrukning, att göra mjuka inbromsningar och långsamma hastighetsökningar, att använda rätt växel med hänsyn till vägunderlaget, att växla upp så fort som möjligt, att inte tomgångsköra, att hålla stadig hastighet, att minimera användning av AC, att kontrollera och hålla rätt däcklufttryck, att ta bort onödig vikt och reducera luftmotstånd, och att underhålla fordonet. Bland privatbilisterna reducerades bränsleförbrukningen med i snitt 4,6 % samtidigt som koldioxidutsläppet minskade med 169 kg (2,3 kg/l).
Utbildning och träning är viktigt men i Japan noterades att effekten avtar i takt med tid efter avslutad utbildning (Abuzo och Muromachi, 2014). En sammanställning av studier genomförda i bland annat Japan, Sverige, Holland, Tyskland, Sydafrika och Australien visar att sparsam körning kan minska bränsleförbrukningen med upp till 20 %. Efter avslutad utbildning sänktes ofta bränsleförbrukningen till cirka 15 %. Fem procent av nedgång i bränsleförbrukning kunde bevaras utan extra stöd medan 10 % kunde bevaras i kombination med återkoppling till förarna. Informationskampanjer i kombination med praktiska tips är en framgångsrik modell. En förklaring till att effekten försvagas efter genomgången utbildning är brist på incitament för förarna.

### Fotnoter
1. ↑  Strömberg, H., Karlsson, I. M., & Rexfelt, O. (2015). ”Eco-driving: Drivers’ understanding of the concept and implications for future interventions.”. Transport Policy 39:  sid. 48-54.
2. ↑  Sivak, M., & Schoettle, B. (2012). Eco-driving: Strategic, tactical, and operational decisions of the driver that influence vehicle fuel economy. Transport Policy, 22, 96-99.
3. ↑  Alam, M. S., & McNabola, A. (2014). A critical review and assessment of Eco-Driving policy & technology: Benefits & limitations. Transport Policy, 3542-49.
4. ↑  Strömberg, H., Karlsson, I. M., & Rexfelt, O. (2015). ”Eco-driving: Drivers’ understanding of the concept and implications for future interventions.”. Transport Policy 39:  sid. 48-54.
5. 1 2  Gröna bilister om sparsam körning Arkiverad 26 augusti 2007 hämtat från the Wayback Machine. (besökt 2008-06-27, sökfras "Låga motorvarv ger mindre bränsleförbrukning")
6. ↑  Publikation från Vägverket Arkiverad 5 augusti 2007 hämtat från the Wayback Machine. (besökt feb 2008)
7. ↑  Waxholmsbolaget: KLIMP 2003, Slutrapport åtgärd 3, 2006-01-27, diskuterar på sid 4 nackdelarna med bränsleförbrukning per gångtimme. (besökt 2011-08-17, sökfras "liter per gångtimme representerar inget arbete")
8. ↑  SÅAB:s skrift Säkra och fina vägar, 2007, beskriver på sid 3 sin idé att mäta bränsleanvändningen i lastbilar och arbetsmaskiner som koldioxidutsläpp per inkörd 1000-lapp. Det kan dock inte presenteras momentant i fordonet. (besökt 2011-08-17, sökfras "förhållande till varje inkörd 1000-lapp")
9. 1 2 3 4  Liimatainen, H. (2011). Utilization of fuel consumption data in an ecodriving incentive system for heavy-duty vehicle drivers. IEEE Transactions on Intelligent Transportation Systems, 12(4), 1087-98.
10. ↑  Harvey , J., Thorpe, N. & Fairchild, R. (2013). Attitudes towards and perceptions of eco-driving and the role of feedback systems. Ergonomics, 56(3), 507-521.
11. ↑  Lai, W. T. (2015). The effects of eco-driving motivation, knowledge and reward intervention on fuel efficiency. Transportation research part D: transport and environment, 34, 155-160.
12. ↑  Magana, V. C., & Munoz-Organero, M. (2015). GAFU: Using a gamification tool to save fuel. IEEE Intelligent Transportation Systems Magazine, 7(2), 58.
13. ↑  Brouwer, R. F. T., Stuiver, A., Hof, T., Kroon, L., Pauwelussen, J., & Holleman, B. (2015). Personalised feedback and eco-driving: An explorative study. Transportation Research Part C: Emerging Technologies, 58, 760-771.
14. ↑  De Abreu e Silva, J., Moura, F., Garcia, B., & Vargas, R. (2015). ”Influential vectors in fuel consumption by an urban bus operator: Bus route, driver behavior or vehicle type?”. Transportation Research Part D: Transport and Environment 38:  sid. 94-104.
15. ↑  Pozueco, L., Tuero, A. G., Paneda, X. G., Melendi, D., Garcia, R., Paneda, A. G., . . . Mitre, M. (2015). Adaptive learning for efficient driving in urban public transport. Paper presented at the Computer, Information and Telecommunication Systems (CITS), 2015 International Conference on, 1-5.
16. 1 2  Kyriazis, D., Varvarigou, T., Rossi, A., White, D., & Cooper, J. (2013). Sustainable smart city IoT applications: Heat and electricity management & Eco-conscious cruise control for public transportation. In World of Wireless, Mobile and Multimedia Networks (WoWMoM) (2013) IEEE 14th International Symposium and Workshops, IEEE, 1-5.
17. ↑  Sciarretta, A., De Nunzio, G., & Ojeda, L. L. (2015). Optimal Ecodriving Control: Energy-Efficient Driving of Road Vehicles as an Optimal Control Problem. IEEE Control Systems, 35(5), 71-90.
18. ↑  Orfila, O., Saint Pierre, G., & Messias, M. (2015). An android based ecodriving assistance system to improve safety and efficiency of internal combustion engine passenger cars. Transportation Research Part C: Emerging Technologies, 58, 772-782.
19. ↑  Chen, Z., Zhang, Y., Lv, J., & Zou, Y. (2014). Model for optimization of ecodriving at signalized intersections. Transportation Research Record, 2427 (1), 54-62.
20. ↑  Jamson, S. L., Hibberd, D. L., & Jamson, A. H. (2015). Drivers’ ability to learn eco-driving skills; effects on fuel efficient and safe driving behaviour. Transportation Research Part C: Emerging Technologies, 58, 657-668.
21. ↑  Kottenhoff, K. A. & Sundström, J. A (2011). Samband mellan körstil och åkkomfort: förbättringspotentialen inom kollektivtrafiken. Rapport Trita-Tsc-Rr, 1-106.
22. ↑  Jeffreys, I., Graves, G., & Roth, M. (2016). Evaluation of eco-driving training for vehicle fuel use and emission reduction: A case study in Australia. Transportation Research Part D: Transport and Environment. In Print, 1-7.
23. ↑  Barkenbus, J.N. (2010).Eco-driving: an overlooked climate change initiative. Energy Policy, 38(2), 762–769.
24. ↑  Mensing, F., Bideaux, E., Trigui, R., Ribet, J. & Jeanneret, B. (2014). Eco-driving: An economic or ecologic driving style? Transportation Research Part C: Emerging Technologies, 38, 110-121.
25. 1 2  De Abreu e Silva, J., Moura, F., Garcia, B., & Vargas, R. (2015). ”Influential vectors in fuel consumption by an urban bus operator: Bus route, driver behavior or vehicle type?”. Transportation Research Part D: Transport and Environment 38:  sid. 94-104.
26. ↑  Ma, T., Liu, C. & Erdogan, S. (2015). Bicycle and Public Transit- Does Capital Bikeshare Affect Metrorail Ridership in Washington D.C.? Transportation Research Record, 2434, 1-9.
27. ↑  Sullman, M. J., Dorn, L., & Niemi, P. (2015). Eco-driving training of professional bus drivers–Does it work?. Transportation Research Part C: Emerging Technologies, 58, 749-759.
28. ↑  Duarte, G. O., Gonçalves, G. A., & Farias, T. L. (2013). Vehicle monitoring for driver training in bus companies – Application in two case studies in Portugal. Transportation Research Part D: Transport and Environment, 18(Journal Article), 103–109. https://doi.org/10.1016/j.trd.2012.10.001
29. ↑  Rutty et al. (2014) "Using vehicle monitoring technology and eco-driver training to reduce fuel use and emissions in tourism: a ski resort case study." Journal of Sustainable Tourism 22.5: 787-800.
30. ↑  Beusen, B., Broekx, S., Denys, T., Beckx, C., Degraeuwe, B., Gijsbers, M., ... & Panis, L. I. (2009). Using on-board logging devices to study the longer-term impact of an eco-driving course. Transportation research part D: transport and environment, 14(7), 514-520.
31. ↑  Strayer, D. L., Drews, F. A., & Johnston, W. A. (2003). Cell phone-induced failures of visual attention during simulated driving. Journal of experimental psychology: Applied, 9(1), 23.
32. ↑  Zarkadoula, M., Zoidis, G., Tritopoulou, E. (2007). Training urban bus drivers to promote smart driving: a note on a Greek eco-driving pilot program. Transportation Research Part D: Transportation Environment, 12 (6), 449–451.
33. ↑  Jeffreys, I., Graves, G., & Roth, M. (2016). Evaluation of eco-driving training for vehicle fuel use and emission reduction: A case study in Australia. Transportation Research Part D: Transport and Environment. In Print, 1-7.
34. 1 2  Kojima, K. and L. Ryan (2010). Transport Energy Efficiency: Implementation of IEA Recommendations since 2009 and Next Steps.  IEA Energy Papers, No. 2010/09, Paris: OECD Publishing.